# Grand Hotel Excelsior
Pour plus de détails, voir Fiche technique et Distribution.
Grand Hotel Excelsior est un film italien réalisé par Castellano et Pipolo, sorti en 1982.

## Fiche technique
- Titre : Grand Hotel Excelsior
- Réalisation : Castellano et Pipolo
- Scénario : Castellano et Pipolo
- Photographie : Danilo Desideri
- Montage : Antonio Siciliano
- Musique : Armando Trovajoli
- Pays d'origine : Italie
- Format : Couleurs - Mono
- Genre : comédie
- Date de sortie : 1982

## Distribution
- Adriano Celentano : Hotel manager Taddeus
- Enrico Montesano : Egisto Costanzi
- Diego Abatantuono : Mago di Segrate
- Carlo Verdone : Pericle Coccia
- Eleonora Giorgi : Ilde Vivaldi
- Tiberio Murgia : Peintre
- Dino Cassio : Docteur